# Bartolomeüs van Neocastro
Bartolomeüs van Neocastro (? – 1294 of 1295) was een rechtsgeleerde, dichter en geschiedschrijver uit de 13e eeuw, geboren te Messina op Sicilië.

## Leven
Hij onderwees het recht en was tevens rechter en fiscaal over geheel Sicilië. Behalve als schrijver is hij ook nog bekend wegens de aan hem, door Jacobus II van Aragón opgedragen zending naar Rome, ten einde bij paus Honorius IV de absolutie te bewerken van de kerkboete, waarin het koninkrijk was vervallen, omwille van de zogenaamde Siciliaanse Vespers. Hij bereikte evenwel zijn doel niet en moest onverrichter zake huiswaarts keren.

## Werken
Er is van hem een geschiedenis van Sicilië in verzen onder de titel Poëticum opus, sive Messana XV libris hexametris versibus compositum overgeleverd.
Er is ook nog een ander werk De rebus gestis Siculorum post Gallorum cladem genaamd, hetwelk hij later in proza omwerkte en uitgaf onder de titel: Historia sui temporis a morte Friedrich II Imper. Et Siciliae regis, an. 1250 usque ad an. 1294. Dit werk is het eerst door Muratorius, in zijn Thesaurus Italiae, deel XIII, uitgegeven.

## Referentie
- art. Neocastra (Bartholom. de), in P.G. Witsen Geysbeek, Miniatuur-uitgave van het algemeen noodwendig woordenboek der zamenleving, X, Amsterdam, 1850-1860, p. 428.